# Гримоалд IV (Беневенто)
Вижте пояснителната страница за други личности с името Гримоалд.
Гримоалд IV Фалкон (на латински: Grimoald IV., † убит 817 г.) е лангобардски принц на Беневенто от 806 до 817 г.

## Биография
Той е син на Ерменрих.
Първо е „тезаурарий“ (thesaurarius or stolesayz/stoleseyz) и след смъртта на Гримоалд III, вместо синът му Илдерик, Гримоалд IV се възкачва на трона. През 812 г. той е принуден да заплати 25 000 солиди на Карл Велики, през 814 г. трябвало да плаща ежегодно по 7000 солиди на Лудвиг Благочестиви.
Убит е през 817 г. при заговор на велможите. На престола идва Сико I.